# Vicente Barrio
Vicente Barrio Minguito (Quemada, Burgos, 27 de octubre de 1863-Madrid, 10 de julio de 1926) fue un sindicalista y fontanero español, secretario general de la Unión General de Trabajadores.

## Biografía
Nacido en Quemada, provincia de Burgos, el 27 de octubre de 1863, fue el sucesor de Antonio García Quejido en la Secretaría General de la Unión General de Trabajadores y permaneció en el cargo entre 1903 y 1918. Fue el primer presidente de la Unión Ferroviaria, fundada en 1909. En 1909 fue elegido concejal del Ayuntamiento de Madrid, cesando en 1913.
Barrio se mostró reluctante a la colaboración con los anarquistas en 1916, aunque a la postre fue uno de los ugetistas firmantes —junto a Besteiro y Largo Caballero— del pacto de Zaragoza de julio de 1916 con la CNT —representada por Salvador Seguí y Ángel Pestaña— que posibilitó la huelga de diciembre. En lo relativo a dicho proceso, se le ha situado como «moderado».
Falleció en Madrid el 10 de julio de 1926.